# Mimohammus biplagiatus
Mimohammus biplagiatus är en skalbaggsart som beskrevs av Stefan von Breuning 1950. Mimohammus biplagiatus ingår i släktet Mimohammus och familjen långhorningar. Inga underarter finns listade i Catalogue of Life.